# Меженінов Сергій Олександрович
Меженінов Сергій Олександрович (7 (19) січня 1890 — 28 вересня 1937) — радянський військовий діяч, комкор (1935). Член Комуністичної партії з 1931.

## Біографія
Народився в м. Каширі (тепер Московська обл.) в дворянській сім'ї. Закінчив Казанське військове училище (1910), Академію Генштабу (1914), Київську школу пілотів-розвідників (1916). Учасник 1-ї світової війни, капітан. У Червоній Армії з 1918. Під час громадянської війни — нач. штабу 4-ї армії Східного фронту (1918— 19), потім командував 3, 12 і 15-ю арміями. Брав участь у боях проти військ Колчака, Денікіна, петлюрівців і Польщі. У 1921 помічник і командувач військами Орловського військового округу, начальник штабу Західного фронту.

## Після війни
- начальник штабу і 1-й заступник начальника Головного управління повітряного флоту (1921—24),
- начальник штабу Українського військового округу (1924—25), помічник і заступник начальника ВПС (військово-повітряні сили) (1925—31).
- 1933 — заступник начальника штабу РСЧА.
- З 1934 — член Військової ради Наркомату оборони СРСР.
- в 1933—37 заступник начальника штабу РККА.

Нагороджений орденом Червоного Прапора.

## Арешт і смерть
У червні 1937 р Меженінов вчинив спробу самогубства, пояснивши в посмертній записці свій вчинок втратою важливого документа. Після двох пострілів у себе залишився живий і був поміщений в лікарню. За допитам своїх колег — співробітників розвідки — Меженінов був звинувачений в шпигунстві на користь Німеччини, і 20 червня 1937 року був заарештований. 28 вересня 1937 засуджений до розстрілу. В той же вечір вирок був виконаний.